# Natriumchromaat
Natriumchromaat (Na2CrO4) is een natriumzout van chroomzuur. De stof komt voor als gele, hygroscopische, orthorombische kristallen, die goed oplosbaar zijn in water. Natriumchromaat is carcinogeen, mutageen en zeer toxisch.

## Toepassingen
In de petrochemische industrie wordt natriumchromaat gebruikt als corrosie-inhibitor. In de textielindustrie dient het als hulpmiddel bij het kleuren van textiel. In de farmaceutische sector wordt het aangewend als diagnostische stof voor het bepalen van het volume rode bloedcellen. Natriumchromaat wordt ook gebruikt als houtbeschermende stof.

## Toxicologie en veiligheid
De oplossing in water is een zwakke base. Natriumchromaat is een sterke oxidator en reageert dus hevig met reducerende stoffen. De stof is zeer toxisch voor de mens, maar ook voor in het water levende organismen.
De stof is corrosief voor de ogen, de huid en de luchtwegen. Ze kan effecten hebben op de lever en de nieren, met als gevolg weefselbeschadiging. Langdurige of herhaalde blootstelling aan de stof kan astma, kanker, DNA-schade en onvruchtbaarheid veroorzaken.